# Joint Caribbean Lion 2006

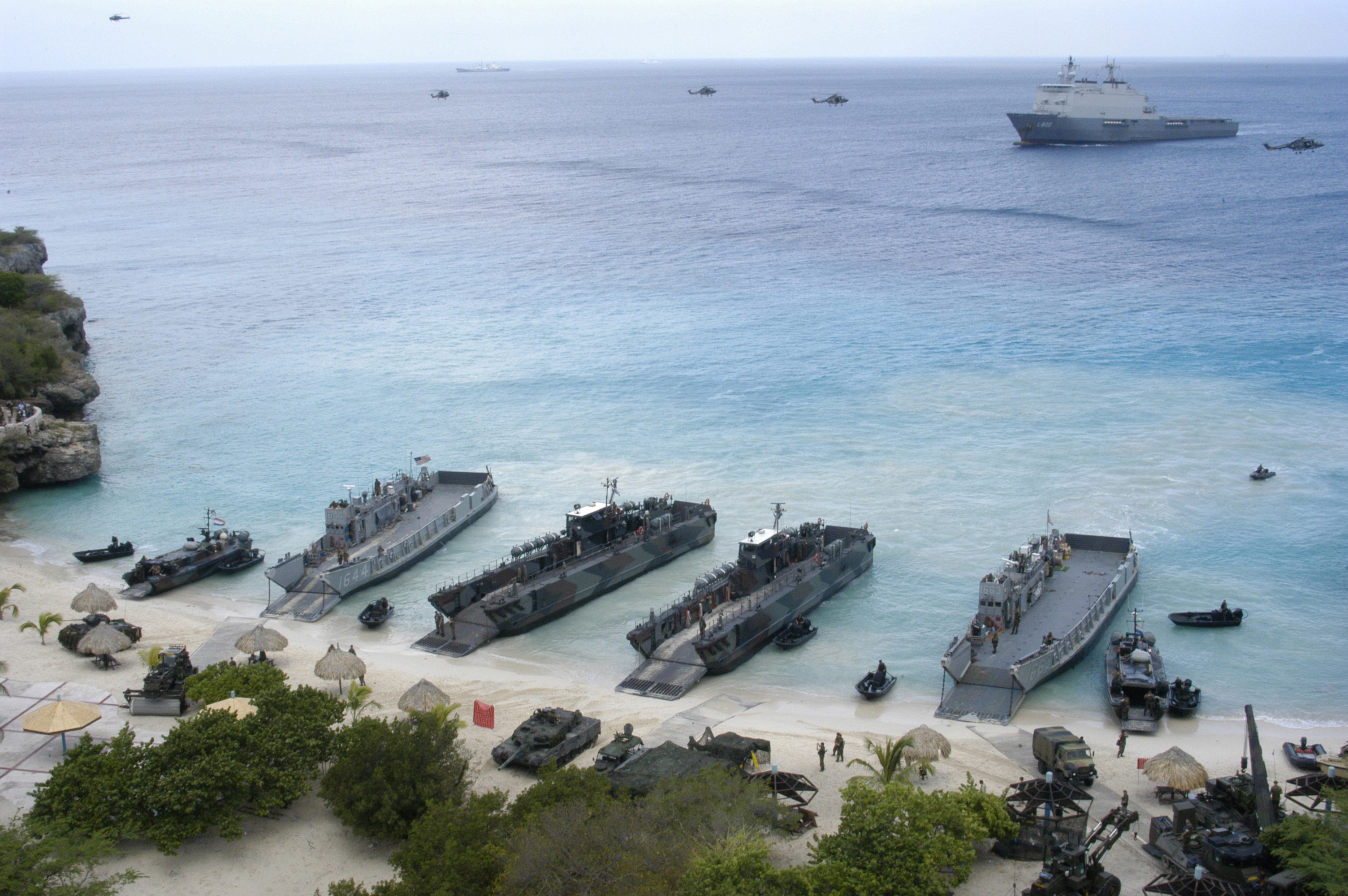
Durchführung der Landungsübung mittels mehrerer Landungsbooten an einem Strand der Insel Curaçao

Joint Caribbean Lion 2006 war ein internationales Militärmanöver auf dem Gebiet der Niederländischen Antillen, welches zwischen dem 23. Mai 2006 und dem 16. Juni 2006 durchgeführt wurde. Am Manöver waren neben den Niederlanden auch die USA, Kanada, Frankreich und Belgien beteiligt.
Die USA waren mit dem Flugzeugträger George Washington, dem amphibischen Landungsschiff Fort McHenry und der Fregatte Taylor vertreten. Geführt wurde der amerikanische Verband allerdings nicht vom Träger, sondern vom multifunktionalen Landungsschiff Bataan unter dem Befehl von Commodore Capt. Donna Looney, Kommandeur des Amphibious Squadron 2.
Das Aufgebot umfasste über 4500 Soldaten, davon 2000 Amerikaner. Darüber hinaus wurden Panzer, mehrere Fregatten anderer Nationen, F-16-Kampfjets und ein Unterseeboot eingesetzt.
Für die Niederlande war die Übung von äußerster Bedeutung, da ihre drei Teilstreitkräfte nie zuvor eine Übung solchen Ausmaßes weder untereinander noch in Kooperation mit anderen Ländern durchgeführt hatten.
Das Szenario des Manövers umfasst eine amphibische Landungsoperation auf der Insel Curaçao.
Venezuela, das mit Beobachtern beim Manöver vertreten war, sieht im Manöver eine Provokation. Es befürchtet die Errichtung von dauerhaften US-Militärbasen auf den Niederländischen Antillen, die nur 40 Kilometer von der venezolanischen Küste entfernt liegen. Solche Basen würden aufgrund ihrer geographische Nähe zu Venezuela eine Bedrohung für die Sicherheit des Landes darstellen. So ist laut Venezuela unklar, ob alle Leopard-2-Panzer und Soldaten nach Abschluss der Übung wieder abgezogen wurden. Venezuelas Präsident Hugo Chávez hatte bereits zuvor 100.000 AK-74 und 33 Militärhubschrauber aus Russland erworben. Auch Großbritannien, Italien und Spanien waren eingeladen worden.
Die USA wiesen Vorwürfe von Chavez, sie würden eine Invasion vorbereiten, mit dem Hinweis zurück, es handele sich um eine jährliche Routineübung.